# Улица Вана-Раннамыйза
Улица Ва́на-Ра́ннамыйза, также Ва́на-Ра́ннамыйза-те́э и Ва́на-Ра́ннамыйза те́э (эст. Vana-Rannamõisa tee) — улица в Таллине, столице Эстонии. 

## География
Проходит в микрорайонах Висмейстри, Какумяэ и Пикалийва района Хааберсти. Начинается и заканчивается у улицы Раннамыйза. Делая полукруг, пересекается с улицами Какумяэ, Пикалийва и несколькими небольшими улицами. Рядом с улицей Вана-Раннамыйза проходит тропа здоровья верхового болота Ыйсмяэ.
Протяжённость — 2966 м.

## История
Улица  получила своё название 11 марта 1977 года. Её сформировали из старой части улицы Раннамыйза, которая при выпрямлении последней осталась в стороне.

## Общественный транспорт
По улице курсируют городские автобусы маршрутов № 41 и 41В.

## Застройка
Улица Вана-Раннамыйза застроена частными жилыми и малоэтажными квартирными домами, многие из которых имеют регистрационный адрес пересекающихся с ней улиц. Есть несколько небольших магазинов.